# Leif Hallberg
Leif Olof Gunnar Hallberg, född 22 januari 1938 i Örebro, död 22 juli 1960 i Hägersten, var en svensk skådespelare.
Hallberg filmdebuterade 1956 i Alf Sjöbergs Sista paret ut och kom att medverka i sammanlagt fem filmer 1956–1959. Han gjorde även 22 roller på Dramaten 1956–1958.
Leif Hallberg är gravsatt i minneslunden på Skogskyrkogården i Stockholm.

## Filmografi
- 1956 – Sista paret ut
- 1956 – Sceningång
- 1958 – Lek på regnbågen
- 1959 – Nattkörning
- 1959 – Himmel och pannkaka

## Teater

### Roller
| År   | Roll | Produktion                       | Regi        | Teater   |
| ---- | ---- | -------------------------------- | ----------- | -------- |
| 1958 | Tony | Utsikt från en bro Arthur Miller | Alf Sjöberg | Dramaten |